# Kabinett Steingrímur Steinþórsson

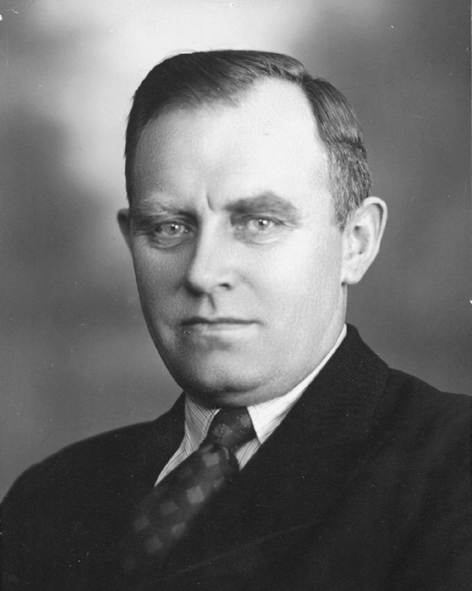
Steingrímur Steinþórsson war von 1950 bis 1953 Premierminister von Island

Das Kabinett Steingrímur Steinþórsson war eine Regierung der am 17. Juni 1944 ausgerufenen Demokratischen Republik Island (isländisch Lýðveldið Ísland). Es wurde am 14. März 1950 gebildet und löste das Kabinett Ólafur Thors III ab. Es blieb bis zum 11. September 1953 im Amt, woraufhin es vom Kabinett Ólafur Thors IV abgelöst wurde.
Dem Kabinett gehörten Mitglieder der Fortschrittspartei (Framsóknarflokkurinn) sowie der Unabhängigkeitspartei (Sjálfstæðisflokkurinn) an.

## Regierungsmitglieder
| Amt                                        | Amtsinhaber              | Beginn der Amtszeit | Ende der Amtszeit  |
| ------------------------------------------ | ------------------------ | ------------------- | ------------------ |
| PremierministerA                           | Steingrímur Steinþórsson | 14. März 1950       | 11. September 1953 |
| Außenminister, Justizminister              | Bjarni Benediktsson      | 14. März 1950       | 11. September 1953 |
| Bildungsminister, WirtschaftsministerB     | Björn Ólafsson           | 14. März 1950       | 11. September 1953 |
| Finanzminister                             | Eysteinn Jónsson         | 14. März 1950       | 11. September 1953 |
| Landwirtschaftsminister, VerkehrsministerC | Hermann Jónasson         | 14. März 1950       | 11. September 1953 |
| Fischereiminister, Industrieminister       | Ólafur Thors             | 14. März 1950       | 11. September 1953 |

Anmerkungen:
  